# Руді Пойкерт
Рудольф «Руді» Вернер Пойкерт (нім. Rudolf „Rudi“ Werner Peuckert; 18 серпня 1908, Аума-Вайдаталь — 3 жовтня 1946, Дахау) — партійний діяч НСДАП, бригадефюрер СС.

## Біографія
Син селянина. Освіту здобув у вищій реальній школі Целленрода і Нойштадта. Працював в сільському господарстві, потім півроку в промисловості. У 1926 році вступив в НСДАП. В 1927 році за проханням батьків покинув партію, але 1 січня 1928 року повторно вступив (квиток №73 255). З 1929 року — імперський оратор, ортсгруппенляйтер, районний керівник, потім крайсляйтер, уповноважений по сільському господарству в апараті гау Тюрингія. З 1932 року — депутат Тюринзького ландтагу. Після приходу нацистів до влади в 1933 році призначений державним комісаром торгівлі Тюрингії і 1-м головою Тюринзького земельного союзу. З 1933 року — державний радник, земельний керівник селян Тюрінгії. 12 листопада 1933 року обраний депутатом Рейхстагу від Тюрингії. Після початку Другої світової війни був уповноваженим з розвитку поселень в приєднаних східних областях (що відійшли до Німеччини від Польщі), а після початку Німецько-радянської війни зайняв пост начальника Головного відділу в Імперському міністерстві східних окупованих територій і начальника адміністрації в економічному штабі «Схід». Коли в січні 1942 року гауляйтер Тюрингії Фріц Заукель був призначений генеральним уповноваженим з використання робочої сили, Пойкерт зайняв в його адміністрації пост уповноваженого по взаємодії з партійною канцелярією, Імперськими і обласними управліннями. 18 травня 1945 року взятий в полон американськими військами і поміщений в табір для інтернованих Дахау, де наклав на себе руки.

## Нагороди
- Золотий партійний знак НСДАП
- Хрест Воєнних заслуг 2-го і 1-го класу
- Лицарський хрест Хреста Воєнних заслуг (12 серпня 1944)[2]